# اسماعیل‌آباد (زابل)
اسماعیل‌آباد، روستایی از توابع بخش صابری شهرستان نیمروز در استان سیستان و بلوچستان ایران است.

## جمعیت
این روستا در دهستان سفیدابه قرار دارد و براساس سرشماری مرکز آمار ایران در سال ۱۳۸۵، جمعیت آن ۶۴ نفر (۱۱ خانوار) بوده‌است.